# 脱原発法制定運動
脱原発法制定運動（だつげんぱつほうせいていうんどう）は、原子力発電をおこなっている国において、これをとりやめる法律を制定することを求める市民運動・社会運動。

## 日本

### 1980年代
1986年4月にソビエト連邦で起きたチェルノブイリ原子力発電所事故を受け、日本社会では被災者救援活動、事故による食品汚染の懸念、ノンフィクション作家広瀬隆による『東京に原発を』『危険な話』のベストセラー、テレビ朝日系の深夜討論番組『朝まで生テレビ!』の2度にわたる原発特集など、原発の危険性に対する関心がかつてなく高まった。
この時期、1960年代に始まった日本の原発反対運動は新たな高揚を迎え、1988年4月の「原発とめよう！1万人行動」がその頂点を成した。4月23日、原発立地の住民だけでなく食品汚染を心配する主婦ら3000人が集まり、分散会と政府交渉が行われた。翌24日、東京・日比谷公園での集会に全国の反原発グループ、社会党、総評、原水禁など243団体約2万人が参加し、銀座パレードを繰り広げた。集会では高木仁三郎ら主催した実行委員会が中心となって「脱原発法制定運動」が提案され、国民投票制度のない日本で、憲法の請願権を足がかりにして、請願署名と超党派の議員立法で可決を目指すとされた。
10月23日、「反原子力の日」とされ東京で集会、脱原発法制定にむけて100万人署名運動が提起された。1989年12月、「脱原発法ネットワーク」が結成された。
350万筆の署名が国会に提出され、日本社会党衆議院議員小沢克介・五島正規らの脱原発法私案などが公表されたものの国会提出に至らず、結局政治は動かず脱原発法制定は果たされなかった。
法案骨子は以下のとおりであった。
- 建設中、計画中の原発については、建設、計画の続行を認めずただちに廃止とする。
- 現在運転中の原発については、法案成立後一定の期間内(たとえば1年)に順次運転を停止させ廃炉とする。危険の少ない廃炉措置のための研究は認める。
- ウラン濃縮工場、核燃料加工工場、再処理工場等核燃料サイクル施設は、運転中のものはただちに停止しその後廃止することとし、建設・計画中のものは中止とする。
- 原子力船の開発も中止とする。
- 放射性廃棄物については、地下処分、海洋投棄など管理不可能な状態に置くことは絶対に認めず、管理可能な状態で発生者の責任において管理するものとする。
- 政府は原発に依存せず、環境を破壊しないエネルギー政策を責任もって立案する。[5]

### 2010年代
2011年3月の福島第一原子力発電所事故以降、原子力発電の危険性についての懸念が高まり、集会や街頭デモを含む反対運動は立地地域から大都市部まで新たな広がりを見せている。
2012年8月、弁護士や作家らのグループが、20年ぶりとなる脱原発を実現するための「脱原発基本法」制定に向けた取り組みを開始。廃炉の目標を「遅くとも2025年度までのできる限り早い時期」などとする要綱案を策定、超党派による議員立法をめざしている。

## 韓国
2012年10月、脱原発を目指したエネルギー政策の基本法「脱核（原発）エネルギー転換社会のための基本法」案が初めて国会に提出されると報じられた。最大野党民主統合党の禹元植（ウウォンシク）議員によると、法案は、新規の原発建設のとりやめを明記し、韓国最古の古里原子力発電所1号機など当初の設計寿命を超えているものは廃炉にし、ほかの原発も設計寿命までに順次運転を停止する、との内容。

## ドイツ
2002年、ゲアハルト・シュレーダー連立政権は稼働中の全原発を停止する脱原発法を制定した。これに対し、2009年10月28日に成立した第2次メルケル内閣は脱原発を先送りし、17基ある原発の稼働年数を平均で12年延長することを決めた。
2011年6月30日、ドイツ連邦議会（ドイツの下院）は、国内の原子力発電所を2022年までに全廃する法案を賛成多数で可決した。野党のドイツ社会民主党（SPD）と同盟90/緑の党が、ドイツキリスト教民主同盟（CDU）率いる連立与党の案に賛成し、可決された。

## スイス
2011年5月25日、政府は2034年までの脱原発を決定した。

## イタリア
2011年6月13日、原子力発電再開の是非を問う国民投票が実施され、投票者の約95％が脱原発を選択した。